# 稲荷坂 (東京都港区)
座標: 北緯35度40分13.2秒 東経139度43分50.3秒 / 北緯35.670333度 東経139.730639度

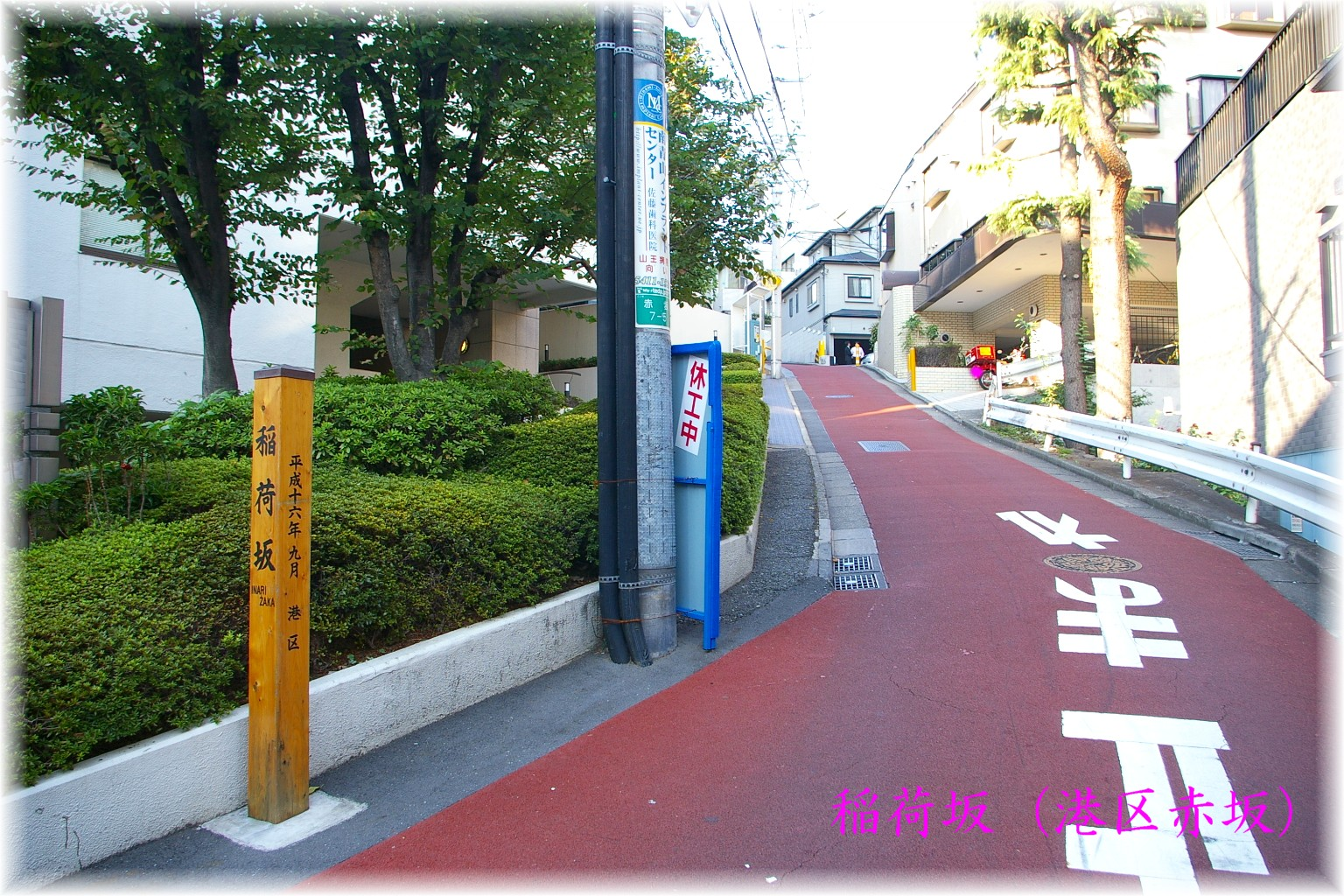
稲荷坂

稲荷坂（いなりざか）とは東京都港区赤坂七丁目に存在する坂道。「新坂」の坂下から南方に150メートルの距離の場所に存在する。坂道は蛇行しており勾配は急である。
坂下の北側に円融院が存在し、その境内に稲荷への入り口が存在したため、この名がついた。
江戸時代、場内を掃除する役人の住居が存在したため「掃除坂」という別名がある。
大滝詠一の歌「名月赤坂マンション」（1977年のアルバム『NIAGARA CALENDAR』収録、大滝は坂上に事務所を構えていた）に登場する。
坂下に港区による道標が建てられている（1991年10月設置）。